# Vicar
Vicar, pseudonimo di Victor José Arriagada Ríos (Santiago del Cile, 16 aprile 1934 – Santiago del Cile, 3 gennaio 2012), è stato un fumettista cileno considerato uno dei più importanti disegnatori cileni del XX secolo, noto soprattutto come autore di storie a fumetti della Disney.

## Biografia
Durante gli studi per diventare ingegnere elettronico, cominciò una collaborazione con una piccola compagnia teatrale per poi seguire un corso d'arte presso l'Universidad Técnica del Estado; dopo la laurea in ingegneria nel 1956, esordì come disegnatore nel 1957 pubblicando le sue opere si un supplemento settimanale per bambini del quotidiano "El Mercurio", "Mampato" e, successivamente, realizzando illustrazioni per i periodici "Barrabases", "El Pingüino" e "Topaze". Il suo esordio come fumettista avvenne pubblicando su Barrabases le serie Locutín e Hipolito y Camilo.
Uno dei personaggi più noti di questo periodo fu "Huaso Ramón" e, dal 1959, realizza diverse serie a strisce senza personaggi fissi per la rivista El Saquero.
Si trasferì nel 1960 in Spagna, a Barcellona dove visse fino al 1965 collaborando con le agenzie Selecciones Ilustradas e Bardon Art e partecipa alla realizzazione del primo lungometraggio animato spagnolo, El mago de los sueños (1966); qui continuò il suo lavoro su altre serie comiche (Once Upon a Time, Bang Bang Sam, Qué Gente!), distribuite anche in Gran Bretagna e Germania. Nella metà degli anni sessanta, collaborò con lo studio di Francisco Macián, importante animatore spagnolo, realizzando storyboard per molti lungometraggi distribuiti in Spagna e Perù. Alla fine degli anni sessanta realizza la serie a fumetti "El Guaso Ramón" pubblicata sul supplemento del quotidiano cileno "La Tercera".
Quando è ancora in Spagna inizia a collaborare con la casa editrice danese Gutemberghus, che poi divenne nota come Egmont, realizzando per oltre trent'anni storie a fumetti con personaggi Disney. Esordì con una storie di tre tavole con Qui, Quo, Qua, pubblicata nel 1972. Nel 1977 e nel 1980 realizzò i seguiti di due note storie di Carl Barks: Zio Paperone e i micro-paperi (1966) e Zio Paperone e la Stella del Polo (1953). Gli vengono affidate anche alcune storie sceneggiate da Barks stesso: Go Slowly, Sands of Time (Zio Paperone e il segreto della giovinezza), Hang Gliders Be Hanged (Paperino in: Andiamoci piano con il deltaplano!) e Gyro Gearloose - The Flying Carpet ("Archimede Pitagorico e il tappeto volante"). contemporaneamente al sul impegno per la Egmont, collaborò alla rivista umoristica Ganso nel 1973 e, all'inizio degli anni ottanta, la serie "El Huaso Ramón", "Quevedo" e "Paquita" vennero pubblicate nei supplementi di La Tercera. Negli anni Novanta si trasferì in Argentina dove si occupò della supervisione del lavoro di altri disegnatori della Egmont; poi si trasferì a Santiago del Cile dove continuò a realizzare nuove storie attraverso il Vic Art Studio.
Morì nel 2012 all'età di 77 anni malato di leucemia.

## Riconoscimenti
- "Vicar, una vida a lápiz. 1957-2011", una mostra retrospettiva.[3]